# Caren Marks
Caren Marks (nascida em 25 de setembro de 1963) é uma política alemã do Partido Social Democrata (SPD) que actua como membro do Bundestag pelo estado da Baixa Saxónia desde 2002. Desde 2013, ela actua como Secretária de Estado Parlamentar no Ministério Federal do Trabalho e Assuntos Sociais no governo da chanceler Angela Merkel.

## Carreira política
Marks tornou-se membro do Bundestag pela primeira vez nas eleições federais alemãs de 2002. É Secretária de Estado Parlamentar do Ministro Federal da Família, Terceira Idade, Mulher e Juventude.
Nas negociações para formar um quarto governo de coligação sob a liderança de Merkel após as eleições federais de 2017, Marks fez parte do grupo de trabalho sobre famílias, mulheres, idosos e jovens, liderado por Annette Widmann-Mauz, Angelika Niebler e Katarina Barley.
Em julho de 2019, Marks anunciou que não se candidataria às eleições federais de 2021, mas renunciaria à política activa até o final da legislatura.